# RIPE NCC
El Centre de Coordinació de xarxes IP europees (Réseaux IP Européens Network Coordination Centre [RIPE NCC]) és el Registre Regional d'Internet (RIR) per a Europa, Orient Mitjà i parts de l'Àsia central.
Un RIR supervisa l'assignació i registre dels nombres de recursos d'Internet (adreces IPv4, adreces IPv6 i nombres de Sistemes Autònoms) en una regió específica.
RIPE NCC proporciona la coordinació administrativa de la infraestructura d'Internet. És una organització sense ànim de lucre amb més de 5000 membres pertanyents als al voltant de 70 països pertanyent a la seva àrea de servei Arxivat 2006-08-15 a Wayback Machine..
Qualsevol persona o organització pot convertir-se en membre de RIPE NCC. Els seus membres són bàsicament Proveïdors de Serveis d'Internet (ISPs), organitzacions de telecomunicacions, institucions educatives, governs, reguladors i grans corporacions.
RIPE NCC també proporciona suport tècnic i administratiu a Xarxes IP Europees (Réseaux IP Européens (RIPE)), un fòrum obert a totes les parts interessades en el desenvolupament tècnic d'Internet.